# Championnat du Guatemala de football 1995-1996
Navigation
Saison précédente Saison suivante
La Liga Nacional 1995-1996 est la quarante-quatrième édition de la première division guatémaltèque.
Lors de ce tournoi, le CSD Comunicaciones a tenté de conserver son titre de champion du Guatemala face aux onze meilleurs clubs guatémaltèques.
Chacun des douze clubs participant était confronté deux fois aux onze autres équipes. Puis les huit meilleurs et les quatre derniers se sont affrontés deux fois de plus lors de la seconde phase du championnat. Enfin le leader de la première et de la seconde phase finale se sont affrontés en fin de saison pour désigner le champion.
Seulement deux places étaient qualificatives pour la Coupe des champions de la CONCACAF, deux places pour le Tournoi des Géants d'Amérique Centrale et une place pour la Coupe des vainqueurs de coupe de la CONCACAF attribuée au vainqueur de la Copa Gallo.

## Les 12 clubs participants
| \| Guatemala: Aurora FC CSD Comunicaciones CSD Municipal Deportivo Amatitlán Guatemala Cobán Imperial Guatemala Juventud Escuintleca Izabal JC Tally Juventud Catolica Deportivo Mictlán Guatemala CSD Sacachispas Deportivo Suchitepéquez Izabal JC Tally Juventud Catolica Xelaju MC \| Localisation des clubs engagés dans le championnat. |
| Guatemala: Aurora FC CSD Comunicaciones CSD Municipal Deportivo Amatitlán Guatemala Cobán Imperial Guatemala Juventud Escuintleca Izabal JC Tally Juventud Catolica Deportivo Mictlán Guatemala CSD Sacachispas Deportivo Suchitepéquez Izabal JC Tally Juventud Catolica Xelaju MC                                                           |

Ce tableau présente les douze équipes qualifiées pour disputer le championnat 1995-1996. On y trouve le nom des clubs, le nom des stades dans lesquels ils évoluent ainsi que la capacité et la localisation de ces derniers.
| Club                    | Stade                      | Capacité          | Ville          |
| Deportivo Amatitlán     | Stade Municipal Amatitlan  | 12 000            | Amatitlán      |
| Aurora FC               | Stade de l'Ejército        | 13 300            | Guatemala City |
| Cobán Imperial          | Stade Verapaz              | 15 000            | Cobán          |
| CSD Comunicaciones      | Stade Mateo Flores         | 30 000            | Guatemala City |
| Juventud Escuintleca    | Stade Ricardo Muñoz Gálvez | 3 000             | Escuintla      |
| Izabal JC (en)          | Stade Roy Fearon           | 8 000             | Puerto Barrios |
| Deportivo Mictlán (en)  | Stade La Asunción          | 3 000             | Asunción Mita  |
| CSD Municipal           | Stade Mateo Flores         | 30 000            | Guatemala City |
| CSD Sacachispas (en)    | Stade Las Victorias        | 9 000             | Chiquimula     |
| Deportivo Suchitepéquez | Stade Carlos Salazar Hijo  | 12 000            | Mazatenango    |
| Tally Juventud Catolica | Stade inconnu              | Capacité inconnue | Puerto Barrios |
| Xelaju MC               | Stade Mario Camposeco      | 11 000            | Quetzaltenango |

## Compétition
La compétition se déroule en trois phases:
- Le phase régulière : vingt-deux journées de championnat.
- La seconde phase : quatorze journées de championnat entre les huit meilleures équipes de la phase régulière et huit journées entre les quatre moins bonnes.
- La finale et le barrage : si le leader de la phase régulière et de la seconde phase ainsi que les derniers de ces deux phases sont différents, les équipes s'affrontent pour désigner le champion de la saison et l'équipe qui sera relégué directement en Primera División de Guatemala.

### Phase régulière
Lors de la phase régulière les douze équipes affrontent à deux reprises les onze autres équipes selon un calendrier tiré aléatoirement.
Les huit meilleures équipes sont qualifiées pour le groupe des champions et les quatre moins bonnes pour le groupe de relégation.
Le premier est également qualifié pour la finale du championnat et pour le Tournoi des Géants d'Amérique Centrale 1997 (en) alors que le suivant l'est uniquement pour la compétition centraméricaine. Le dernier participe au barrage de relégation en fin de saison.
Le classement est établi sur le barème de points classique (victoire à 3 points, match nul à 1, défaite à 0).
Le départage final se fait selon les critères suivants :
- Le nombre de points.
- La différence de buts générale.
- Le nombre de buts marqué.

#### Classement
| Rang | Équipe                    | Pts | J  | G  | N  | P  | Bp | Bc | Diff |
| ---- | ------------------------- | --- | -- | -- | -- | -- | -- | -- | ---- |
| 1    | CSD Comunicaciones T      | 49  | 22 | 15 | 4  | 3  | 36 | 9  | +27  |
| 2    | CSD Municipal             | 38  | 22 | 11 | 5  | 6  | 38 | 14 | +24  |
| 3    | Aurora FC                 | 36  | 22 | 9  | 9  | 4  | 21 | 14 | +7   |
| 4    | CSD Sacachispas (en)      | 30  | 22 | 7  | 9  | 6  | 25 | 22 | +3   |
| 5    | Deportivo Amatitlán       | 30  | 22 | 7  | 9  | 6  | 27 | 26 | +1   |
| 6    | Xelaju MC                 | 29  | 22 | 7  | 8  | 7  | 23 | 24 | -1   |
| 7    | Juventud Escuintleca      | 29  | 22 | 7  | 8  | 7  | 26 | 29 | -3   |
| 8    | Deportivo Suchitepéquez   | 28  | 22 | 8  | 4  | 10 | 23 | 22 | +1   |
| 9    | Deportivo Mictlán (en)    | 28  | 22 | 7  | 7  | 8  | 26 | 28 | -2   |
| 10   | Tally Juventud Catolica P | 25  | 22 | 5  | 10 | 7  | 17 | 30 | -13  |
| 11   | Izabal JC (en)            | 15  | 22 | 2  | 9  | 11 | 20 | 44 | -24  |
| 12   | Cobán Imperial            | 14  | 22 | 2  | 8  | 12 | 19 | 39 | -20  |

| Légende : Qualifications et relégations | Légende : Qualifications et relégations                                                                   |
| --------------------------------------- | --- |
|                                         | Tournoi des Géants d'Amérique Centrale 1997 (en) (Phase de groupes) Qualifié pour le groupe des champions |
|                                         | Qualifié pour le groupe des champions                                                                     |
|                                         | Qualifié pour le groupe de relégation                                                                     |
|                                         | T Tenant du titre P Promu de la saison 1994-1995                                                          |

### Seconde phase
Lors de la seconde phase les équipes de chaque groupe affrontent à deux reprises les autres équipes de leur groupe selon un calendrier tiré aléatoirement.
Le premier du groupe des champions est qualifié pour la finale du championnat.
Le dernier du groupe de relégation est qualifié pour les barrages de relégation en Primera División de Guatemala.
Le classement est établi sur le barème de points classique (victoire à 3 points, match nul à 1, défaite à 0).
Le départage final se fait selon les critères suivants :
- Le nombre de points.
- La différence de buts générale.
- Le nombre de buts marqué.

#### Classement
| Rang | Équipe                  | Pts | J  | G | N | P | Bp | Bc | Diff |
| ---- | ----------------------- | --- | -- | - | - | - | -- | -- | ---- |
| 1    | Xelaju MC               | 23  | 14 | 6 | 5 | 3 | 16 | 16 | 0    |
| 2    | CSD Sacachispas (en)    | 22  | 14 | 6 | 4 | 4 | 17 | 19 | -2   |
| 3    | CSD Comunicaciones T    | 21  | 14 | 5 | 6 | 3 | 24 | 13 | +11  |
| 4    | Deportivo Amatitlán     | 19  | 14 | 4 | 7 | 3 | 12 | 9  | +3   |
| 5    | CSD Municipal           | 18  | 14 | 4 | 6 | 4 | 18 | 14 | +4   |
| 6    | Aurora FC               | 18  | 14 | 4 | 6 | 4 | 11 | 11 | 0    |
| 7    | Juventud Escuintleca    | 13  | 14 | 2 | 7 | 5 | 10 | 17 | -7   |
| 8    | Deportivo Suchitepéquez | 11  | 14 | 2 | 5 | 7 | 12 | 21 | -9   |

| Rang | Équipe                    | Pts | J | G | N | P | Bp | Bc | Diff |
| ---- | ------------------------- | --- | - | - | - | - | -- | -- | ---- |
| 1    | Izabal JC (en)            | 10  | 6 | 3 | 1 | 2 | 12 | 11 | +1   |
| 2    | Cobán Imperial            | 9   | 6 | 2 | 3 | 1 | 7  | 9  | -2   |
| 3    | Tally Juventud Catolica P | 7   | 6 | 2 | 1 | 3 | 11 | 7  | +4   |
| 4    | Deportivo Mictlán (en)    | 7   | 6 | 2 | 1 | 3 | 9  | 12 | -3   |

| Légende : Qualifications et relégations | Légende : Qualifications et relégations                                    |
| --------------------------------------- | -------------------------------------------------------------------------- |
|                                         | Coupe des champions de la CONCACAF 1997 (1er Tour de qualification)        |
|                                         | Coupe des vainqueurs de coupe de la CONCACAF 1996 (Phase de qualification) |
|                                         | Qualifié pour le barrage de relégation en Primera División de Guatemala    |
|                                         | T Tenant du titre P Promu de la saison 1994-1995                           |

### Barrages de promotion/relégation
Les deux équipes ayant fini dernière des deux phases du championnat s'affrontent lors d'une confrontation aller-retour, puis le vainqueur affronte le deuxième de Primera División de Guatemala pour se maintenir alors que le perdant est directement relégué. En cas d'égalité sur la somme des deux matchs, une prolongation et une séance de tirs au but ont éventuellement lieu.
Barrage des derniers de Liga Nacional
| Club           | Aller | Retour | Club                   | Commentaire |
| Cobán Imperial | 0-1   | 0-1    | Deportivo Mictlán (en) |             |

Barrage contre le second de Primera División de Guatemala
| Club                   | Aller           | Retour          | Club             | Commentaire |
| Deportivo Mictlán (en) | Scores inconnus | Scores inconnus | Deportivo Zacapa |             |

### Finale
Le vainqueur de la finale est sacré champion du Guatemala et participe à ce titre au Campeón de Campeones en début de saison suivante.
| Match aller | Xelaju MC      | 1:0 | CSD Comunicaciones | Stade Mario Camposeco |
|             | Buteur inconnu |     |                    |                       |

| Match retour | CSD Comunicaciones | 1:1 (a.p.) | Xelaju MC      | Stade Mateo Flores |  |
|              | Buteur inconnu     |            | Buteur inconnu |                    |  |

## Bilan du tournoi
| Championnat du Guatemala de football 1995-1996                      |                        |
| Champion                                                            | Xelaju MC              |
| Dauphin                                                             | CSD Comunicaciones     |
| Coupes et trophées                                                  |                        |
| Vainqueur Copa Gallo                                                | CSD Municipal          |
| Qualifications continentales                                        |                        |
| Coupe des champions1997 (Premier tour de qualification)             | CSD Comunicaciones     |
| Coupe des champions1997 (Premier tour de qualification)             | Xelaju MC              |
| Coupe des coupes 1996 (Phase de qualification)                      | CSD Municipal          |
| Tournoi des Géants d'Amérique Centrale 1997 (en) (Phase de groupes) | CSD Comunicaciones     |
| Tournoi des Géants d'Amérique Centrale 1997 (en) (Phase de groupes) | CSD Municipal          |
| Promotions et relégations                                           |                        |
| Promus en Liga Nacional de Guatemala                                | Azucareros             |
| Promus en Liga Nacional de Guatemala                                | Deportivo Zacapa       |
| Relégués en Primera División de Guatemala                           | Cobán Imperial         |
| Relégués en Primera División de Guatemala                           | Deportivo Mictlán (en) |